# 737
737 (DCCXXXVII) var ett normalår som började en tisdag i den julianska kalendern.

## Händelser

### Okänt datum
- Vid denna tid byggs det äldsta Danevirke enligt dendrokronologin. Danevirke är den mäktiga vall och mur som löper som det forna Jyllands sydgräns mot Tyskland strax söder om Slesvig.

## Födda
- Cui Zao, kinesisk kansler.
- Kammu, kejsare av Japan.

## Avlidna
- 16 mars eller 30 april – Theoderik IV, kung av Frankerriket sedan 721